# Cameroneta
Cameroneta Bosmans & Jocqué, 1983 è un genere di ragni appartenente alla famiglia Linyphiidae.

## Distribuzione
L'unica specie oggi attribuita a questo genere è stata rinvenuta in Camerun.

## Tassonomia
A maggio 2011, si compone di una specie:
- Cameroneta longiradix Bosmans & Jocqué, 1983[3] — Camerun